# Jan Moschos
Jan Moschos (ur. ok. 550, zm. 619) – bizantyński mnich i hagiograf, autor Łąki.

## Życie
Jan Moschos urodził się około 550 roku w Damaszku, stąd zwany był też Damasceńczykiem. Wcześnie został mnichem. Przebywał jako pustelnik w monasterze św. Teodozjusza, w Wielkiej Ławrze św. Saby, a w końcu na Pustyni Judzkiej. Zwyczajem wielu ówczesnych mnichów wiele podróżował, najczęściej w towarzystwie, swego ucznia Sofroniusza, późniejszego patriarchy Jerozolimy. W ciągu 10 lat (568-578) odwiedził klasztory Palestyny, Egiptu, przebywał na Synaju, gościł w klasztorach Syrii, Azji Mniejszej, na wyspach Morza Egejskiego, Cyprze, Samos i innych. W 604 roku wraz z Sofroniuszem uciekł przed Persami do Antiochii. Po zdobyciu przez wojska perskie Jerozolimy schronili się do Egiptu, gdzie przebywali w otoczeniu Jana III Jałmużnika, świętego i patriarchy melchickiego Aleksandrii (610-619). W ostatnią podróż udał się Moschos do Rzymu, gdzie po dwóch latach umarł.
Wspomnienie Jana Moschosa Kościół prawosławny obchodzi w tym samym dniu co wspomnienie św. Sofroniusza, 11 marca (24 marca według kalendarza juliańskiego).

## Twórczość

### Łąka
W wyniku licznych pielgrzymek od klasztoru do klasztoru Jan Moschos zebrał obszerny materiał dotyczący życia ojców i starszych. Owe pateriká i gerontiká spożytkował potem w ogromnym dziele znanym z rękopisów pod tytułami: Łąka (Lejmòn), Łączka (Lejmonárion), Nowy ogród (Néos parádejos), a w Europie łacińskiej Ogród duchowny (Pratum spirituale). Utwór swój zadedykował towarzyszowi podróży Sofroniuszowi.
Dzieło Moschosa stanowi zbiór pouczających opowieści, życiorysów znanych i zupełnie anonimowych mnichów, przysłów ludowych, sentencji, które autor zebrał sam lub otrzymał spisane od innych. Na wzór kwiatów na łące umieszczał je jedne obok drugich, nie dbając o ich prawdopodobieństwo, tak że pomieścił w swym dziele wiele naiwnych legend i zadziwiających zdarzeń. Jego opowieści świetnie oddają atmosferę życia monastycznego w poszczególnych klasztorach. Dzieło poprzedza anonimowy wstęp autorstwa, któregoś z przyjaciół Sofroniusza.
Łąka cieszyła się wielką poczytnością. Znał ją i korzystał z niej Jan Klimak. Na łacinę przełożył ją Anastazjusz Bibliotekarz i Jan Monachos. Istniały również przekłady: arabski i staro-cerkiewno-słowiański w dwóch wersjach. Grecki oryginał podlegał w ciągu stuleci licznym poszerzeniom i przeróbkom. Według Focjusza w IX wieku Łąka składała się z 340-343 opowiadań. Do naszych czasów zachowało się ich w rękopisach utworu 219. W latach 30. XX wieku podstawowy tekst został uzupełniony o 14 nowo znalezionych, pochodzących z dawniejszego zbioru. W XVII wieku Łąkę przełożył na polski M.S. Piskorski.
Focjusz ujemnie wypowiedział się o stylu Moschosa skłaniającym się raczej ku prostocie i nieuctwu. Oznaczało to, że Moschos posługiwał się językiem używanym w codziennej konwersacji literackiej w VII stuleciu z dużymi ustępstwami na rzecz mowy potocznej z wtrętami lokalnego słownictwa greckiego i arabskiego.

### Żywot Jana Jałmużnika
Moschos jest też wspólnie z Sofroniuszem autorem Żywota Jana Jałmużnika zachowanego w jednym fragmencie.